# 木下製粉
木下製粉株式会社（きのしたせいふん）は、1946年（昭和21年）に創業した香川県坂出市に本社を置く日本の製粉会社である。

## 会社概要
小麦粉及びその加工製品の製造販売を行う製粉会社。併設した乾麺工場では、乾麺を製造。

## 沿革
- 1946年（昭和21年） - 創業者・木下虎七復員後に小麦の賃加工を開始[1]
- 1950年（昭和25年） - 木下食品工業有限会社設立[2]
- 1953年（昭和28年） - 乾麺工場併設
- 1975年（昭和50年） - 乾麺工場がJAS認定工場の指定
- 1977年（昭和52年） - 木下製粉株式会社に改組
- 2000年（平成12年） - BtoC販売部門が独立しファリーナコーポレーション設立
- 2014年（平成26年） - ブラウワーの製法特許取得：[3]
- 2016年（平成28年） - ISO 22000:2005（食品安全マネジメントシステムの国際規格）認証取得
- 2019年（令和元年） - ブラウワー全粒粉および全粒粉うどんの製法特許取得[4]
- 2020年（令和2年） - ISO 22000:2018（食品安全マネジメントシステムの国際規格）認証更新

## 主な製品

### 小麦粉
- 讃岐すずらん（うどん用小麦粉（中力粉））
- さくら夢2000（うどん用小麦粉（中力粉））
- 白バラ（うどん用小麦粉（中力粉））
- さぬきの夢（うどん用小麦粉（中力粉））
- ひまわり（パン用小麦粉（強力粉））
- 青龍（中華麺用粉（準強力粉））
- マーガレット（菓子用粉（薄力粉））
- ブラウワー（パン用小麦粉（強力粉））
- ブラウワー全粒粉（パン用小麦粉（強力粉））

### 小麦ふすま
- 夢ブラン
- 飲むブラン

### 乾麺
- さぬきの夢干しうどん
- さぬきうどん釜七
- 讃岐うどん
- 麺七干しうどん
- 讃岐玄米うどん

## 関連会社
株式会社ファリーナコーポレーション